# گراموس
گراموس (به لاتین: Gramos) یک کوه و رشته‌کوه در یونان است که در جنوب شرقی آلبانی، شمال غربی یونان واقع شده‌است. گراموس ۲٬۵۲۰ متر بالاتر از سطح دریا واقع شده‌است.